# Aristocypha trifasciata
Aristocypha trifasciata – gatunek ważki z rodziny Chlorocyphidae. Występuje w północnych Indiach (od stanu Himachal Pradesh do Nagaland) i Nepalu, być może także na sąsiednich terenach.